# Brain rot
Na cibercultura, o brain rot (em português, podridão cerebral) refere-se a qualquer conteúdo da Internet considerado de baixa qualidade ou valor, ou aos supostos efeitos psicológicos e cognitivos negativos causados por ele. O termo também se refere ao uso excessivo de mídia digital, especialmente de entretenimento de curta duração, que pode afetar a saúde cognitiva. A expressão se originou nas culturas online da Geração Alfa e da Geração Z, mas desde então se tornou popular.

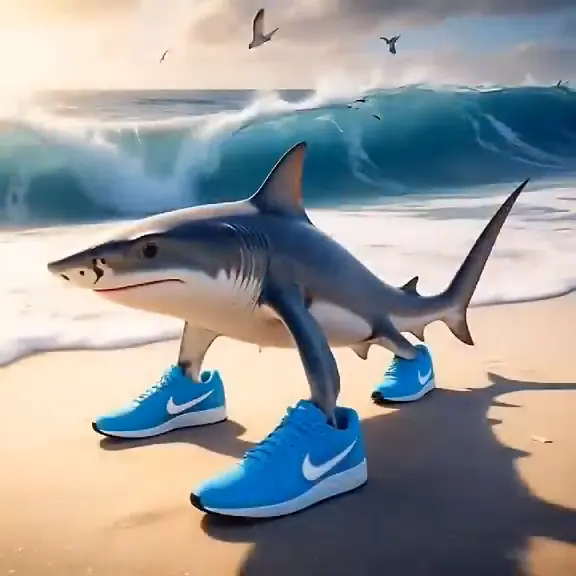
Tralalero Tralala, um tubarão gerado por Inteligência Artificial considerado brainrot

O termo foi considerado a Palavra do Ano pela Universidade de Oxford em 2024, superando outras palavras consideradas fortes concorrentes. Seu uso moderno é definido pela Oxford University Press como "a suposta deterioração do estado mental ou intelectual de uma pessoa, especialmente vista como resultado do consumo excessivo de material (agora particularmente conteúdo online) considerado trivial ou pouco desafiador".

## Origem e uso
Segundo a Oxford University Press, o primeiro uso do termo de que se tem registro remonta ao livro Walden, publicado no ano de 1854, por Henry David Thoreau. Ele criticava o que via como um declínio nos padrões de intelectualidade, com ideias complexas sendo menos valorizadas, e comparava isso à crise da batata na Europa, na década de 1840, que era chamada de "potato rot" (podridão da batata).
Em ambientes online, ele foi usado já em 2004. Em 2007, o termo “brain rot” foi usado pelos usuários do Twitter para descrever programas de jogos de namoro, jogos digitais e “conversar online”. O uso do termo teve um aumento na década de 2010 antes de se tornar rapidamente mais popular em 2023, quando se tornou um meme da internet. Em 2024, é mais frequentemente utilizado no contexto dos hábitos digitais da Geração Alfa, por críticos que expressam que esse estrato social está "excessivamente imerso na cibercultura". É comumente associado ao vocabulário de um indivíduo que consiste exclusivamente de referências da Internet. De 2023 a 2024, a palavra teve um aumento de 230% em sua frequência por milhão de palavras.
O termo é frequentemente associado a gírias e tendências populares entre as Gerações Alfa e Z, como "skibidi" (uma referência à série de curtas do YouTube chamada Skibidi Toilet), "rizz" (abreviação de carisma), "gyatt" (referindo-se às nádegas), "fanum tax" (roubar comida) e "sigma" (referindo-se a um líder ou macho alfa). Alguns conteúdos online são comumente rotulados como "brainrot", como a já citada websérie Skibidi Toilet. Outros exemplos são memes como o TikTok Rizz Party e o Quandale Dingle, que utilizam a gíria mencionada acima. Empresas, como a Duolingo, estão a utilizar a popularidade dos memes e linguagem em seu marketing chamando a atenção do público mais jovem.
Em 2024, a senadora millennial australiana Fatima Payman ganhou as manchetes ao fazer um breve pronunciamento para o parlamento do país, em que usava gírias típicas da Geração Alpha. Ela apresentou o discurso como se estivesse dirigindo-o a "uma parte frequentemente esquecida de nossa sociedade", referindo-se às Gerações Z e Alpha, e falou que faria o restante de sua declaração usando uma linguagem com a qual eles estão familiarizados. Utilizando-se de gírias, a senadora criticou os planos governamentais para banir o uso de redes sociais por menores de 14 anos e concluiu dizendo que, "embora alguns de vocês ainda não possam votar, espero que, quando puderem, seja em uma Austrália mais cavanhaque para um governo com mais aura. Skibidi!". O discurso, escrito por um funcionário com 21 anos, foi rotulado por alguns como sendo um exemplo de "brainrot" fora do mundo virtual.
Em janeiro de 2025, durante o jubileu do mundo das comunicações, o então Papa Francisco fez um apelo sobre a necessidade de reduzir o uso de redes sociais evitando os conteúdos "putrefazione cerebrale", italiano para brain rot.